# Battle Tendency
Battle Tendency (戦闘潮流?, Sentō chōryū) è la seconda parte del manga Le bizzarre avventure di JoJo di Hirohiko Araki.

## Trama
La seconda serie racconta del nipote di Jonathan Joestar, Joseph, ed è ambientata in varie località: Stati Uniti, Messico, Italia e Svizzera. L'anno è il 1938: in Messico e a Roma si scopre l'esistenza degli uomini del pilastro, misteriosi esseri immortali nati molto prima della comparsa dell'uomo sulla Terra, che fanno parte di una razza ormai estinta e che secondo una profezia stanno per risvegliarsi dopo un letargo durato duemila anni. Essi sono i creatori delle Maschere di Pietra e il loro obiettivo è impadronirsi della Pietra Rossa dell'Asia, necessaria per il funzionamento di una speciale maschera che li renderà immuni alle sole cose che possono danneggiarli: il sole e le onde concentriche. Con l'aiuto di Caesar Zeppeli e della misteriosa Lisa Lisa, Joseph si allenerà a Venezia per affinare il potere delle onde concentriche ereditato dal nonno. I tre protagonisti si muoveranno dall'Italia alla Svizzera per impedire che le creature si impadroniscano della pietra e per affrontarle. Dopo un rocambolesco scontro finale in cui Joseph perde una mano, la minaccia viene sventata.

## Personaggi
Joseph Joestar
Joseph Joestar (ジョースタ ジョセフ?, Josefu Jōsutā), soprannominato JoJo, è il protagonista della serie, ed è nipote di Jonathan Joestar, dal quale ha ereditato il potere delle onde concentriche. È un ragazzo che mostra un atteggiamento arrogante e irrispettoso verso chiunque al di fuori di sua nonna con la quale si trasferisce da Londra a New York: una volta giunto nella città americana si vede affrontare Straitso, che lo metterà in guardia riguardo a una nuova terribile minaccia legata alla Maschera di Pietra. Tale minaccia si rivelerà essere il risveglio degli Uomini del Pilastro che, secondo un'antica profezia, sono i creatori delle Maschere di Pietra, e il loro obiettivo è impadronirsi della Pietra Rossa dell'Asia, necessaria per il funzionamento di una speciale maschera che li renderà immuni alle sole e alle onde concentriche, entrambi capaci di danneggiarli. Così Joseph decide di affrontarli insieme a Caesar Antonio Zeppeli e alla misteriosa Lisa Lisa. Nell'anime è doppiato da Tomokazu Sugita. In italiano è doppiato da Dimitri Winter.
Caesar Antonio Zeppeli
Caesar A. Zeppeli (シーザー·A·ツェペリ?, Shīzā Antonio Tseperi) è il nipote di Will A. Zeppeli, genovese, che vive a Roma. È piuttosto freddo e riservato, soprattutto nei confronti di Joseph, con il quale si ritrova a malincuore a dover combattere gli uomini del pilastro. È estremamente orgoglioso delle sue origini e della sua missione, da quando a 16 anni assistette alla morte del padre per mano degli uomini del pilastro. Lavora come consulente per i nazisti che volevano compiere esperimenti sugli esseri nei sotterranei del Colosseo. Joseph su consiglio di Robert E.O. Speedwagon si reca a Roma per incontrarlo e affinare la sua tecnica concentrica. Caesar accompagna JoJo e Speedwagon al Colosseo dove assistono al risveglio dei tre cavalieri dai quali vengono velocemente sconfitti. Sopravvissuti al combattimento, Caesar si reca, insieme a Joseph, a Venezia da Lisa Lisa, per ricevere un nuovo addestramento e, per un mese, si sottopone alle massacranti prove di Messina. Al termine dell'allenamento lui, Lisa Lisa e JoJo si mettono sulle tracce dei loro avversari che si nascondono in Svizzera. Individuato il nascondiglio di Kars e Whamoo, Caesar, disobbedendo agli ordini della sua maestra, si getta all'attacco da solo, finendo per imbattersi e scontrarsi proprio con Whamoo. Durante il combattimento il ragazzo riesce a mettere per ben due volte alle strette l'uomo del pilastro grazie ad un uso creativo ed efficace delle onde concentriche, ma, entrambe le volte, nella troppa fretta di sferrare il colpo di grazia, mostra il fianco, venendo rovinosamente sconfitto dalla tecnica del vento dell'avversario. Con le sue ultime energie crea una bolla di sangue scarlatto con all'interno la sua bandana e l'anello di Whamoo, prima di finire schiacciato da una roccia. Nell'anime è doppiato da Takuya Satō. In italiano è doppiato da Federico Viola.
Lisa Lisa
Lisa Lisa (リサ·リサ?, Risa Risa) è una maestra di onde concentriche che vive sull'isola di Easprina, nella laguna di Venezia, e allena Joseph e Caesar, suo compagno. Nonostante mostri appena 30 anni, ne ha più di 50 e riesce a mantenersi giovane grazie all'utilizzo delle onde concentriche. È stata salvata appena neonata da Erina quando Jonathan morì durante l'ultimo scontro con Dio. Fu affidata a Straitso, che la iniziò all'arte delle onde concentriche, e le consegnò la Pietra Rossa dell'Asia. Alla fine della serie, si scopre che è la madre di Joseph il cui vero nome è Elizabeth Joestar, la quale sposò il figlio di Erina, George Joestar II, e fu costretta a fuggire dalla Gran Bretagna dopo aver ucciso l'assassino di suo marito, uno degli zombie sopravvissuti di Dio che si infiltrò nell'esercito. Dopo lo scontro con i tre cavalieri delle tenebre si stabilisce negli Stati Uniti insieme a Joseph e Suzi Q. Nel 1948 si sposò con uno sceneggiatore di Hollywood. Nell'anime è doppiata da Atsuko Tanaka. In italiano è doppiata da Gea Riva.
Rudolph von Stroheim
Rudolph von Stroheim (ルドルフ·の·シュトロハイム?, Rudorufu no Shutorohaimu) è un maggiore nazista che provoca il risveglio di Santana in Messico. Si sacrifica per aiutare Joseph a sconfiggere Santana, per poi ritornare però sotto forma di cyborg. Aiuterà Joseph nello scontro finale contro Kars. Nell'epilogo si apprende che morirà nella battaglia di Stalingrado, durante la seconda guerra mondiale, servendo la propria patria fino all'ultimo. È interessante notare che, per quanto descritto come arrogante, superbo e con una vena di sadismo, a Stroheim manchino le caratteristiche di malvagità assoluta tipiche delle descrizioni dei nazisti nella cultura popolare occidentale, anzi, nella sua apparizione alla fine della serie egli si trasforma da antagonista a deuteragonista, portando un commando di SS equipaggiate con proiettori ultravioletti a lottare a fianco degli uomini di Speedwagon e letteralmente sostituendo Cesar A. Zeppeli a fianco di JoJo durante l'ultima battaglia contro Kars. Nell'anime è doppiato da Atsushi Imaruoka. In italiano è doppiato da Marco Balzarotti.
Erina Pendleton
Erina Pendleton (エリナ·ペンドルトン?, Erina Pendoruton), chiamata Elena nella prima edizione italiana del manga, è un personaggio che proviene dalla prima serie, Phantom Blood, ed è la nonna di Joseph Joestar. Nell'anime è doppiata da Ayako Kawasumi. In italiano è doppiata da Patrizia Scianca.
Robert E. O. Speedwagon
Robert E. O. Speedwagon (ロバート·E·O·スピードワゴン?, Robāto Ī Ō Supīdowagon) è un anziano ricco petroliere, amico di vecchia data della famiglia Joestar, e uno dei protagonisti della prima serie, Phantom Blood. Nell'anime è doppiato da Yōji Ueda. In italiano è doppiato da Gianluca Iacono.
Loggins e Messina
Loggins (ロギンズ?, Roginzu) e Messina (メッシーナ?, Messhīna) sono due istruttori di onde concentriche che aiutano Lisa Lisa nell'allenamento di Joseph e Caesar. Loggins viene eliminato da Esidisi, il quale aveva fatto irruzione sull'isola di Easprina durante l'addestramento di Joseph. Messina affronta successivamente Whamoo, ma l'uomo del pilastro ha la meglio, riuscendo ad amputargli un braccio: nonostante la sconfitta, Messina sopravvive. Loggins e Messina prendono i loro nomi da Kenny Loggins e Jim Messina, che formarono un duo pop durante gli anni settanta. Nell'anime sono doppiati da Yutaka Nakano e Hidetoshi Nakamura. In italiano, Messina è doppiato da Giorgio Bonino.
Suzi Q
Suzi Q (スージー·Q?, Sūjī Q) è una giovane ragazza che lavora come tuttofare nella dimora di Lisa Lisa a Venezia, e che si innamora di Joseph Joestar. Viene posseduta da Eisidisi, ma Joseph riesce a liberarla dall'ospite malvagio. Si sposa con Joseph e dà alla luce Holly, che sarà la madre di Jotaro Kujo, protagonista della serie Stardust Crusaders. Nell'anime è doppiata da Sachiko Kojima. In italiano è doppiata da Giulia Maniglio.
Smokey Brown
Smokey Brown (スモーキー·ブラウン?, Sumōkī Buraun) è un giovane ragazzo afroamericano che vive a New York. Joseph lo salva dal brutale assalto di alcuni poliziotti razzisti. Il giovane assiste alla battaglia tra Joseph e Straitso, dopodiché verrà preso in custodia da Erina. Una volta cresciuto diventerà il governatore della Georgia. Nell'anime della terza serie, compare su un giornale, e si scopre che ha fatto carriera nella politica, diventando addirittura il presidente degli Stati Uniti. Nell'anime è doppiato da Yū Hayashi. In italiano è doppiato da Lorenzo Briganti.
Santana
Santana (サンタナ?, Santana) è il primo degli uomini del pilastro ad essere risvegliato. Trascorre il suo letargo in Messico, separato dagli altri tre cavalieri. Il suo pilastro, circondato da numerose maschere di pietra, viene trovato da una spedizione archeologica della Fondazione Speedwagon. In seguito viene recuperato dalle forze naziste comandate dal maggiore Rudolph von Stroheim. I nazisti risvegliano Santana dal suo letargo con l'obbiettivo di fare esperimenti su di lui. Tuttavia non riescono a contrastare i suoi poteri e solo JoJo con la tecnica concentrica riuscirà a fermarlo. Per quanto sia il più debole dei cavalieri, dà parecchio filo da torcere a Joseph che lo batterà solo grazie alla luce solare e al sacrificio di von Stroheim. Kars, il leader degli uomini del pilastro, lo definisce l'animaletto del gruppo. Nell'edizione americana è chiamato Sanviento per evitare problemi di copyright. Nell'anime è doppiato da Kenji Nomura. In italiano è doppiato da Francesco De Angelis.
Whamoo
Whamoo (ワムウ?, Wamuu), insieme a Kars ed Eisidisi, si trova in letargo sotto al Colosseo di Roma. È il primo dei tre che si risveglia e il primo a scontrarsi con i protagonisti. I tre esseri hanno poteri particolari legati alla natura, quello di Whamoo è il vento, può infatti creare dei vortici roteando le braccia, con i quali colpisce l'avversario. Whamoo è un vero guerriero, ovvero riconosce le abilità del nemico quando è più forte, non usa mai trucchi o inganni e rispetta sempre l'avversario. Si comporta come servitore degli altri due. Risparmierà Joseph e Caesar al primo scontro, costringendoli però a doverlo affrontare di nuovo. Il suo prossimo combattimento è contro Caesar, che ferisce fatalmente, permettendogli di ottenere l'antidoto per rispetto del valoroso sforzo dell'umano. In seguito affronta Joseph in una micidiale corsa di carri trainati da cavalli vampirizzati, durante la quale viene sconfitto dall'ingegno di Joseph. Prima di morire esprime gratitudine verso Joeseph per aver affrontato un degno avversario. Nell'anime è doppiato da Akio Ōtsuka. In italiano è doppiato da Matteo Brussamonti.
Esidisi
Esidisi (エシディシ?, Eshidishi), traslitterato Acideecy nella prima edizione italiana del manga, è uno dei tre uomini del pilastro che si trova in letargo sotto al Colosseo di Roma. Esidisi ha un carattere instabile, è rapido a singhiozzare in modo incontrollabile e altrettanto rapido a calmarsi. È il secondo ad essere presentato, il suo potere è nel dominare il calore. Con una tecnica particolare può fare uscire le proprie vene dal corpo e colpire l'avversario con il suo sangue a una temperatura altissima, ustionandolo. Raggiunta Venezia in cerca della Pietra Rossa dell'Asia, uccide Loggins, uno degli istruttori di Joseph sull'isola di Easprina, prima di essere sconfitto dall'astuzia di questo. Prima di morire prenderà brevemente possesso di Suzie Q e la userà per spedire a Kars la Pietra Rossa dell'Asia. Nell'anime è doppiato da Keiji Fujiwara. In italiano è doppiato da Luca Graziani.
Kars
Kars (カーズ?, Kāzu), insieme a Whamoo ed Eisidisi, si trova in letargo sotto al Colosseo di Roma. È il nemico principale, colui che ha costruito la Maschera di Pietra e il più antico e astuto degli uomini del pilastro, responsabile della scomparsa dell'intera propria specie. Nonostante non abbia nessun rispetto per la vita umana, ama la natura. Il suo potere è legato alla luce, la sua tecnica consiste in particolari lame che gli escono dalle braccia e dalle caviglie. A differenza di Whamoo non è assolutamente un guerriero leale, e sconfigge Lisa Lisa con l'inganno. JoJo quindi lo inganna a sua volta e lo sconfigge, ma nel momento cruciale Kars riesce a impadronirsi della pietra rossa e della maschera di pietra, mentre i raggi ultravioletti lanciati dai nazisti nel tentativo di distruggerlo lo rendono l'essere supremo, il punto massimo dell'evoluzione. In questo stato Kars può assumere le caratteristiche di tutti gli esseri viventi, che siano animali o piante, e migliorarle, è del tutto immortale ed immune al sole e alle onde concentriche, che può anche emettere. Nel combattimento finale riesce a recidere la mano di Joseph, ma alla fine viene lanciato nello spazio da un'eruzione vulcanica, tramite un ultimo attacco di Joseph. Essendo immortale, non muore, ma viene congelato ed è incapace di tornare sulla Terra. Intrappolato nel vuoto dello spazio per l'eternità sotto forma di meteorite, alla fine smette di pensare. Nell'anime è doppiato da Kazuhiko Inoue. In italiano è doppiato da Lorenzo Scattorin.
Straitso
Straitso (ストレイツォ?, Sutoreitso) è un personaggio che proviene dalla serie precedente, Phantom Blood. Ormai invecchiato, Straitso decide di indossare la Maschera di Pietra per garantirsi la forza e l'eterna giovinezza. Passato così dalla parte del male, viene sconfitto da Joseph. Nell'anime è doppiato da Nobuo Tobita.
George Joestar II
George Joestar II (ジョージ・ジョースター 2世?, Jōji Jōsutā Nisei) era il figlio di Jonathan Joestar e Erina Pendleton. Pilota della Royal Air Force durante la prima guerra mondiale, si sposo con Lisa Lisa, da cui ebbe Joseph. Al contrario del resto della famiglia, non era in grado di usare le onde concentriche, e per questo fu ucciso da uno zombie creato da Dio Brando che si era infiltrato nell'esercito.
Mario Zeppeli
Mario Zeppeli (マリオ・ツェペリ?, Mario Tseperi) era il padre di Caesar Antonio Zeppeli. Artigiano di professione, abbandonò suo figlio a Napoli quando questi era solo un bambino. Conosceva il segreto degli uomini del pilastro e per questo visse la sua vita a Roma, per assicurarsi che quegli esseri malvagi non si risvegliassero mai. Si sacrifica per salvare Caesar da una trappola degli uomini del pilastro. Nell'anime è doppiato da Jin Yamanoi. In italiano è doppiato da Federico Danti.

## Media

### Light novel
Una light novel basata vagamente su Battle Tendency, dal titolo Jorge Joestar, è stata scritta nel 2012 da Ōtarō Maijō. Il libro si divide in due storie, dapprima separate, che in seguito di uniscono in una sola: nei capitoli dispari la storia parla di un George Joestar II alternativo (qui traslitterato come Jorge Joestar a causa della diversa pronuncia spagnola), nato e cresciuto nell'isola spagnola di La Palma, e del suo incontro con Lisa Lisa e il successivo matrimonio; nei capitoli pari il protagonista è invece Joji Joestar, giovane detective vivente in una Terra radicalmente modificata dall'effetto di 36 reset temporali causati dallo Stand Made in Heaven, e della sua assurda avventura, a tratti ai limiti del ridicolo, a fianco di versioni alternative di personaggi già noti, ben 37 Kars e Stand chiamati stavolta come film e serie TV. L'opera non è mai stata tradotta e distribuita fuori dal Giappone.